# 광주동부경찰서
광주동부경찰서(光州東部警察署, Gwangju Dongbu Police Station)는 광주광역시경찰청이 관할하는 경찰서 중 하나이다. 광주광역시 동구 일대를 관할한다. 대한민국의 광주광역시 동구 예술의 거리 48(대의동 20)에 위치하고 있다.
서장은 총경으로 보한다.

## 관할 파출소 및 지구대
광주동부경찰서는 1개의 지구대와 4개의 파출소를 산하에 두고 있다.
| 명칭       | 사진 | 주소             | 관할구역 | 치안센터     |
| ---------- | ---- | ---------------- | -------- | ------------ |
| 금남지구대 |      | 동구 예술길 31-5 |          | 충장치안센터 |
| 학서파출소 |      | 양림로119번길 13 |          |              |
| 지원파출소 |      | 남문로570길      |          |              |
| 산수파출소 |      | 필문대로 157     |          |              |
| 지산파출소 |      | 지호로 131       |          |              |

## 같이 보기
- 광주광역시경찰청